# Starkenburgia Heppenheim
Der FC Starkenburgia Heppenheim ist ein Fußballverein aus Heppenheim an der Bergstraße in Hessen. Seine erfolgreichste Zeit hatte er zwischen 1978 und 1986, als er insgesamt sieben Jahre lang in der Oberliga Hessen spielte.

## Der Verein
Die Mitgliederzahl des Vereins liegt bei etwa 600, die sich aus etwa 350 aktiven Mitgliedern (sprich Spielern) zusammensetzt. Der Heimsportplatz des Vereins ist der „Sportplatz am Zentgericht“ oder im Volksmund Galgen genannt. Dieser wurde 2008 zu einem modernen Kunstrasenplatz umgebaut. Die Vereinsfarben sind schwarz und weiß und das Wappen ziert die Starkenburg aus dem 19. Jahrhundert. Die erste Mannschaft spielt momentan (Saison 2024/25) in der Kreisliga Bergstraße. Die zweite Mannschaft spielt in der Kreisliga D.
Der Jugendbereich des Vereins ist einer der erfolgreichsten und größten in der Region. Die A-Junioren, B-Junioren, C-Junioren und D-Junioren spielen in der Gruppenliga Darmstadt.

## Geschichte
Der Verein, der mit vollem Namen als FC Starkenburgia 1900 e.V. Heppenheim firmiert, wurde im Jahr 1900 von 33 Schülern einer Oberrealschule gegründet. Er ist einer der ältesten Fußballvereine Hessens und „der Fußballpionier der Bergstraße“, wie Grüne schreibt.
In den Pionierjahren des Vereins kickten seine Fußballer auf den damaligen Stadtwiesen südlich der Lorscher Straße. Exakt ein Vierteljahrhundert nach der Gründung fing der Verein an, „professionell“ zu werden: 1925 ließ er sich unter der Bezeichnung Fußballklub „Starkenburgia“ e.V. mit Sitz in Heppenheim a.d.B. erstmals ins Vereinsregister eingetragen und im selben Jahr erwarb er sein erstes vereinseigenes Gelände mit dem wenig verlockenden Namen „Am Galgen“, das aus finanziellen Gründen jedoch bereits ein Jahr später an die Stadt abgetreten werden muss. Immerhin darf der Verein den in Eigenleistung errichteten Sportplatz weiterhin nutzen und 1966 gelingt es, den Sportplatz im Wege des Erbbaurechts für 99 Jahre in Eigentum zu übernehmen. Am 3. Juni 1967 erfolgt die Einweihung des Starkenburg-Stadions mit einem Spiel gegen den SV Waldhof Mannheim, das mit einer achtbaren 2:3-Niederlage endet. Vier Jahre später wird sogar eine Flutlichtanlage installiert.
Die erfolgreichste Epoche der Vereinsgeschichte beginnt 1975 mit dem Aufstieg in die Gruppenliga Süd, der zweithöchsten hessischen Amateurklasse. Mit der Meisterschaft von 1978 ist der Aufstieg in die Oberliga Hessen verbunden, der die Starkenburgia bis 1984 sechs Jahre in Serie angehört. Ein einstelliger Tabellenplatz (Rang acht) gelingt allerdings nur in der ersten Saison 1978/79. Danach befindet die Mannschaft sich in einem permanenten Abstiegskampf, der in der Saison 1983/84 mit dem letzten Tabellenplatz und dem damit verbundenen Abstieg in die Landesliga Süd seinen Tiefpunkt erreicht. Zwar gelingt auf Anhieb der Wiederaufstieg, doch steigt die Mannschaft unmittelbar wieder ab und wird 1986/87 von der Landesliga in die Bezirksoberliga durchgereicht. Seither rangiert die Mannschaft in den unteren Ligen. Gegenwärtig spielt sie in der Kreisoberliga (Gruppe Bergstraße).